# Marvin Ottley
Marvin Raymond Ottley (ur. 21 września) – belizeński piłkarz występujący na pozycji bramkarza, trener i działacz piłkarski.

## Życiorys
W latach 80. Ottley był czołowym bramkarzem w lidze belizeńskiej, mającej wówczas charakter amatorski (od 1991 roku półprofesjonalny). Jest znany głównie z występów w klubie Coke Milpros. W 1989 roku wziął udział w Pucharze Mistrzów CONCACAF, gdzie Coke Milpros wyeliminowali nikaraguański Diriangén (3:0, 1:1) i tym samym zostali pierwszym w historii belizeńskim klubem, który awansował do kolejnej rundy w międzynarodowych rozgrywkach. W latach 90. grał również w zespole La Victoria FC.
Ottley nosił boiskowe przydomki „Hagler” oraz „Marvellous”. Po zakończeniu kariery występował w lokalnych turniejach w barwach zespołu Creative Tiles.
Od 1998 Ottley jest członkiem Państwowej Rady Sportu (National Sports Council). Piastował tam m.in. stanowisko organizatora wydarzeń sportowych, a następnie krajowego koordynatora sportu czy zastępcy dyrektora. Był również dyrektorem programu piłkarskiego dla szkół podstawowych. Organizował juniorskie turnieje piłki nożnej, ale również koszykówki czy softballa.
Na początku XXI wieku Ottley został szkoleniowcem Kulture Yabra FC, z którym wywalczył dwa mistrzostwa Belize i wyrobił sobie renomę czołowego trenera w kraju. W 2004 roku poprowadził Yabrę w międzynarodowych rozgrywkach Copa Interclubes UNCAF (środkowoamerykańskich kwalifikacjach do Pucharu Mistrzów CONCACAF), gdzie uległ w pierwszej rundzie salwadorskiej Alianzie. W 2005 roku prowadził San Pedro Seahawks FC. Następnie był jednym z inicjatorów powstania klubu piłkarskiego FC Belize, który przez kolejne lata należał do czołowych w lidze. Był akcjonariuszem tego klubu i równocześnie jego trenerem.
W 2007 roku Ottley był asystentem selekcjonera Antônio Carlosa Vieiry w reprezentacji Belize. We wrześniu 2007 poprowadził reprezentację Belize U-16 na Mistrzostwach UNCAF, rozgrywanych w Belize City. Jego podopieczni przegrali wszystkie cztery mecze – z Panamą (1:5), Gwatemalą (2:3), Kostaryką (0:10) oraz Salwadorem (0:6) i zajęli ostatnie miejsce. Później został trenerem klubu Belize Defence Force FC, z którym wywalczył mistrzostwo Belize (2009 Spring). 
W 2009 roku Ottley z ramienia Zjednoczonej Partii Ludowej startował w wyborach samorządowych w Belize City. W latach 2009–2011 zasiadał w zarządzie piłkarskiej ligi belizeńskiej Belize Premier Football League (BPFL), gdzie pełnił rolę menadżera rozgrywek. W grudniu 2010 bezskutecznie ubiegał się o stanowisko przewodniczącego Belize District Football Association (BDFA), regionalnego związku piłkarskiego dystryktu Belize.
W 2012 roku Ottley ponownie został trenerem FC Belize. Wywalczył z nim wicemistrzostwo kraju (2012/2013 Closing). Kilka miesięcy później zrezygnował jednak ze stanowiska, nie będąc w stanie łączyć pracy w klubie z innymi zobowiązaniami. W czerwcu 2013 wspólnie z Edmundem Pandym poprowadził drużynę gwiazd Premier League of Belize w towarzyskim meczu z reprezentacją Belize. W listopadzie 2013 wziął udział w kursie na licencję trenerską CONCACAF „D”.
Ottley był wymieniany w roli potencjalnych kandydatów na selekcjonera pierwszej reprezentacji Belize. W listopadzie 2014 poprowadził reprezentację Belize U-17 w środkowoamerykańskim turnieju kwalifikacyjnym do Mistrzostw CONCACAF. Belizeńczycy ponieśli jednak porażki w obydwóch meczach – z Kostaryką (1:3) oraz Salwadorem (0:7), zajmując ostatnie miejsce w grupie.
W 2014 roku Ottley związał się z klubem Verdes FC. Pełnił tam głównie rolę pierwszego trenera, choć w 2015 roku zamienił się rolami ze swoim asystentem Walterem Salazarem. W sezonie 2014/2015 Closing wywalczył mistrzostwo Belize i wziął udział w Lidze Mistrzów CONCACAF jako asystent Salazara, choć w mediach podkreślano, iż to Ottley ma decydujący wkład w pracę trenerskiego duetu. Pełnił także rolę dyrektora technicznego Verdes. Jako już oficjalnie pierwszy szkoleniowiec Verdes zdobył z nim tytuł mistrza Belize (2017/2018 Opening) i trzy wicemistrzostwa (2015/2016 Opening, 2016/2017 Closing, 2018/2019 Opening).
W kolejnych latach Ottley był zatrudniony w Belizeńskim Związku Piłki Nożnej jako instruktor trenerski. W 2021 roku był asystentem selekcjonera Dale Pelayo w reprezentacji Belize podczas eliminacji do mistrzostw świata w Katarze.
Jest opisywany jako szkoleniowiec preferujący defensywny styl gry. Jego drużyny opierają się głównie na organizacji w obronie i wyprowadzaniu kontrataków. Co najmniej trzy razy wybierano go w oficjalnym plebiscycie na najlepszego trenera ligi belizeńskiej (2012/2013 Closing, 2016/2017 Closing, 2017/2018 Opening). Był także ekspertem piłkarskim w stacji Channel 7 oraz programie Press Cadogan/KREM’s. Wielokrotnie był organizatorem i koordynatorem różnych lokalnych turniejów piłkarskich (np. Belize City Over-35 Football Tournament, Belize City Champions Cup).
Równolegle do pracy w sporcie Ottley prowadził działalność gospodarczą jako florysta i architekt krajobrazu. W 2014 roku uzyskał kontrakt na prace przy projektowaniu krajobrazu w związku z modernizacją obiektu FFB Stadium.